# Anne Schellekens
Anne Schellekens, född den 18 april 1986 i Rotterdam i Nederländerna, är en nederländsk roddare.
Hon tog OS-brons i åtta med styrman i samband med de olympiska roddtävlingarna 2012 i London.